# Liga dos Campeões da CAF de 1999
A Liga dos Campeões da CAF de 1999 foi a 35ª edição da competição  de futebol realizada pela CAF (África). O Raja Casablanca, do Marrocos, conquistou pela terceira vez o maior título do Continente Áfricano.

## Clubes classificadas
| Pais                           | Equipe                |
| ------------------------------ | --------------------- |
| África do Sul                  | - Mamelodi Sundowns   |
| Angola                         | - 1° de Agosto        |
| Argélia                        | - El Harrach          |
| Benim                          | - Dragons             |
| Botswana                       | - Notwane             |
| Burundi                        | - Vital’O             |
| Burquina Fasso                 | - USFA                |
| Chade                          | - AS CotonTchad       |
| Camarões                       | - Cotonsport          |
| Costa do Marfim                | - Mimosas             |
| Eritreia                       | - Red Sea             |
| Etiópia                        | - EEPCO FC            |
| Egito                          | - Al Ahly             |
| Gana                           | - Hearts of Oak       |
| Gabão                          | - 105 Libreville      |
| Gâmbia                         | - Real Banjul         |
| Guiné                          | - Kaloum Star         |
| Guiné Equatorial               | - Elá Nguema          |
| Lesoto                         | - Defence Force       |
| Libéria                        | - Invincible Eleven   |
| Líbia                          | - Al-Mahalah          |
| Ilhas Maurícias                | - Scouts              |
| Malawi                         | - Mighty Wanderers    |
| Madagáscar                     | - DSA Antananarivo    |
| Marrocos                       | - Raja Casablanca     |
| Mali                           | - Djoliba             |
| Moçambique                     | - Costa do Sol        |
| Nigéria                        | - Shooting Stars      |
| Quênia                         | - Léopards            |
| República Democrática do Congo | - Motema Pembe        |
| Reunião                        | - SS Saint-Louisienne |
| Ruanda                         | - Rayon Sport         |
| Seicheles                      | - Red Star            |
| Senegal                        | - ASEC Ndiambour      |
| São Tomé e Príncipe            | - Santana             |
| Sudão                          | - Al Hilal            |
| Tanzânia                       | - Maji-Maji           |
| Tunísia                        | - Espérance           |
| Uganda                         | - Villa               |
| Zâmbia                         | - Nchanga Rangers     |
| Zimbabwe                       | - Dynamos             |

## Rodada preliminar
| Equipe 1            | Total | Equipe 2          | 1.º jogo | 2.º jogo |
| ------------------- | ----- | ----------------- | -------- | -------- |
| Red Sea             | 1–3   | Rayon Sport       | 1–1      | 0–2      |
| ASEC Ndiambour      | 7–0   | Invincible Eleven | 4–0      | 3–01     |
| USFA                | 2–1   | Dragons           | 2–0      | 0–1      |
| Elá Nguema          | w/o   | Santana           | 2        | -        |
| Mighty Wanderers    | 3–2   | Scouts            | 0–1      | 3–1      |
| SS Saint-Louisienne | 6–0   | Red Star          | 2–0      | 4–0      |
| AS CotonTchad       | 2–3   | Al-Mahalah        | 2–0      | 0–3      |
| Notwane             | 2–4   | Defence Force     | 1–1      | 1–3      |
| Real Banjul         | 1–3   | Kaloum Star       | 0–2      | 1–1      |

1Invincible Eleven retirou-se após o 1ª jogo. 

2Santana saiu.

## Primeira Rodada
| Equipe 1            | Total | Equipe 2          | 1.º jogo | 2.º jogo |
| ------------------- | ----- | ----------------- | -------- | -------- |
| Maji-Maji           | 0–5   | Al-Ahly           | 0–3      | 0–2      |
| Rayon Sport         | 3–1   | Léopards          | 2–1      | 1–0      |
| ASEC Ndiambour      | 1–4   | Raja Casablanca   | 1–0      | 0–4      |
| (g.f) Djoliba       | 3–3   | Coton Sport       | 2–0      | 1–3      |
| 105 Libreville      | 2–3   | Mimosas           | 1–0      | 1–3      |
| USFA                | 2–6   | El Harrach        | 2–0      | 0–6      |
| Elá Nguema          | 0–9   | Hearts of Oak     | 0–3      | 0–6      |
| Villa               | 7–2   | EEPCO FC          | 5–0      | 2–2      |
| Kaloum Star         | 3–6   | Shooting Stars    | 3–0      | 0–6      |
| Costa do Sol        | 0–3   | Motema Pembe      | 0–1      | 0–23     |
| Mighty Wanderers    | 1–5   | Mamelodi Sundowns | 1–2      | 0–3      |
| SS Saint-Louisienne | 2–1   | DSA Antananarivo  | 1–0      | 1–1      |
| Al-Mahalah          | 1–4   | Espérance         | 1–2      | 0–2      |
| Nchanga Rangers     | 1–2   | Al-Hilal          | 1–0      | 0–2      |
| Vital'O             | 3–2   | 1° de Agosto      | 2–1      | 1–1      |
| Defence Force       | 0–4   | Dynamos           | 0–3      | 0–1      |

2Costa do Sol saiu logo após a primeira partida.

## Segunda Rodada
| Equipe 1          | Total | Equipe 2            | 1.º jogo | 2.º jogo |
| ----------------- | ----- | ------------------- | -------- | -------- |
| Al-Ahly           | 3–1   | Rayon Sport         | 3–0      | 0–1      |
| Raja Casablanca   | 3–3 p | Djoliba             | 2–1      | 1–2      |
| Mimosas           | 5–2   | El Harrach          | 4–0      | 1–2      |
| Hearts of Oak     | 4–1   | Villa               | 3–0      | 1–1      |
| Shooting Stars    | 2–0   | Motema Pembe        | 2–0      | 0–01     |
| Mamelodi Sundowns | 3–5   | SS Saint-Louisienne | 1–1      | 2–4      |
| Espérance         | 8–3   | Al-Hilal            | 5–0      | 3–3      |
| Vital'O           | 0–3   | Dynamos             | 0–2      | 0–1      |

1 O jogo foi abandonado no intervalo, com o resultado empatado a 0-0, depois de o Shooting Stars FC ter deixado o campo e recusado continuar, devido ao facto de os seus dirigentes terem sido maltratados e agredidos por torcedores locais; eles receberam o empate.

## Fase de Grupos (Semi-Finais)
Group A
| Time            | J | V | E | D | GP | GC | SG | Pts |
| --------------- | - | - | - | - | -- | -- | -- | --- |
| Raja Casablanca | 6 | 3 | 2 | 1 | 4  | 2  | +2 | 11  |
| Al Ahly         | 6 | 3 | 1 | 2 | 11 | 7  | +4 | 10  |
| Hearts of Oak   | 6 | 2 | 2 | 2 | 7  | 6  | +1 | 8   |
| Shooting Stars  | 6 | 1 | 1 | 4 | 6  | 13 | −7 | 4   |

|                 | AHL | SSF | RCA | HEA |
| --------------- | --- | --- | --- | --- |
| Al Ahly         | —   | 4-1 | 0-1 | 2-0 |
| Shooting Stars  | 2–3 | —   | 1–0 | 2–2 |
| Raja Casablanca | 1–1 | 1–0 | —   | 1–0 |
| Hearts of Oak   | 2-1 | 3-0 | 0-0 | —   |

Group B
| Time                | J | V | E | D | GP | GC | SG  | Pts |
| ------------------- | - | - | - | - | -- | -- | --- | --- |
| Espérance           | 6 | 5 | 0 | 1 | 13 | 1  | +12 | 15  |
| Mimosas             | 6 | 3 | 1 | 2 | 7  | 6  | +1  | 10  |
| Dynamos             | 6 | 2 | 0 | 4 | 9  | 9  | 0   | 6   |
| SS Saint-Louisienne | 6 | 1 | 1 | 4 | 4  | 17 | −13 | 4   |

|                     | ASE | DFC | EST | SSS |
| ------------------- | --- | --- | --- | --- |
| ASEC Mimosas        | —   | 2–0 | 1–0 | 3–1 |
| Dynamos             | 2–1 | —   | 0–2 | 7–2 |
| Espérance           | 3–0 | 1–0 | —   | 5–0 |
| SS Saint-Louisienne | 0–0 | 1–0 | 0–2 | —   |

## Finais
| 27 de novembro de 1999 | Raja Casablanca | 0 – 0 | Espérance | Estádio Père Jégo, Casablanca              |
|                        |                 |       |           | Público: 10 000 Árbitro: Mathabella Petros |

| 12 de dezembro de 1999 | Espérance | 0 – 0 | Raja Casablanca | Estádio El Menzah, Tunes                        |
|                        |           |       |                 | Público: 50 000 Árbitro: Manuel Monteiro Duarte |

|                                    |       | Penalidades                                |  |
| Badra Kanzari Gabsi Chihi El Ouaer | 3 – 4 | Khoubache El Karkouri Safri Aboub El Himer |  |

### Agregado
| Equipe 1  | Resultado  | Equipe 2        |
| --------- | ---------- | --------------- |
| Espérance | 0-0 (p3-4) | Raja Casablanca |

## Campeão
| Liga dos Campeões da CAF  |
| Campeão                   |
| ------------------------- |
| Marrocos                  |
| Raja Casablanca 3° Titúlo |
| Técnico: Oscar Fullone    |